# Яхья IV ибн Идрис
Яхья IV ибн Идрис ибн Умар (араб. يحيى الرابع بن إدريس بن عم‎; ум. 946, Махдия) — халиф государства Идрисидов в 904—920 годах.

## Биография
Был правнуком Идриса II через одного из его сыновей Умара. Стал халифом в 904 году после убийства в результате заговора своего дяди Яхьи III ибн Хасана. Став халифом, он показал себя как набожный и умный правитель, хорошо разбираясь в законах и хадисах.
В 912 году армия Фатимидов под командованием Масалы нанесла поражение армии Яхьи IV и осадила Фес. Через три года, в 915 году он был вынужден признать над собой власть халифа Убайдаллаха аль-Махди и платить ему дань. Он лишился власти в государстве, которым фактически стал править Масала.
В 920 году он был арестован по приказу Масалы и отправлен в тюрьму, где провёл в заключении 20 лет. После того, как он был выпущен на свободу он уехал в Махдию, где и умер.